# Апокаліпсис (фільм, 2002)
«Апокаліпсис» — кінофільм режисера Брайана Кеткіна, що вийшов на екрани в 2002 році.

## Зміст
ФБР, розслідуючи крадіжку смертоносного штаму із секретної лабораторії, виходить на слід божевільного месії Сент-Джоя, що прагне разом зі своєю армією терористів знищити увесь світ. Угода між ними повинна відбутися у величному хмарочосі, де всесильні спецслужби влаштовують хитру засідку. Та плани лиходіїв і їхніх ворогів зриває потужний землетрус, і тепер відважний агент Мак і його чарівна супутниця Джулі, які волею долі стали новими хранителями найнебезпечнішого вірусу, повинні вибратися з напівзруйнованого будинку, що безжалісний Сент-Джой перетворив у бойовище за невидиму зброю Апокаліпсиса.

## Ролі
| Актор          | Роль |
| -------------- | ---- |
| Рон Перлман    | -    |
| Вульф Ларсон   | -    |
| Еріка Еленіак  | -    |
| Фред Драйер    | -    |
| Рей Ласка      | -    |
| Мороко Омарі   | -    |
| Метт Вестмор   | -    |
| Брендон Каррер | -    |
| Мо Ірвін       | -    |
| Роберт Арсе    | -    |

## Знімальна група
- Режисер — Брайан Кеткін
- Сценарист — Ден Акр, Деміен Ахав, Джон Хакерт
- Продюсер — Деміен Ахав, Роджер Корман, Хенк Гроувер
- Композитор — Крістофер Фаррелл, Патрік Грін